# Divion
Divion ist eine französische Gemeinde mit 6830 Einwohnern (Stand: 1. Januar 2022) im Département Pas-de-Calais in der Region Hauts-de-France; sie gehört zum Arrondissement Béthune und zum Kanton Auchel. 

## Geographie
Die Gemeinde Divion liegt im Nordfranzösischen Kohlerevier am Fluss Lawe und seinem Zufluss Biette, neun Kilometer südwestlich von Béthune. Nachbargemeinden von Divion sind Bruay-la-Buissière im Nordosten, Houdain im Südosten, Beugin im Süden, Ourton im Südwesten, Camblain-Châtelain im Westen und Calonne-Ricouart im Nordwesten. Durch die Gemeinde führen die früheren Nationalstraßen RN 41 und RN 341. An die lange Bergbautradition erinnern noch die Bergarbeitersiedlungen Cité de la Briquetterie, Cité das Sablonnières, Cité 34, Cité 30 und Cité du Transvaal sowie noch nicht verfüllte Schächte und Abraumhalden.

## Geschichte
Bis zu ihrem Niedergang war Divion eine wichtige Bergbaugemeinde im nordfranzösischen Steinkohlebecken.

### Bevölkerungsentwicklung
| Jahr                       | 1962   | 1968   | 1975 | 1982 | 1990 | 1999 | 2006 | 2012 | 2022 |
| -------------------------- | ------ | ------ | ---- | ---- | ---- | ---- | ---- | ---- | ---- |
| Einwohner                  | 11.300 | 10.407 | 8588 | 8125 | 7642 | 7150 | 6960 | 6812 | 6830 |
| Quellen: Cassini und INSEE |        |        |      |      |      |      |      |      |      |

## Sehenswürdigkeiten
- Kirche Saint-Martin, rekonstruiert nach der Zerstörung im Ersten Weltkrieg
- Croix des grès (Sandsteinkreuz), aus dem 15. Jahrhundert, seit 1988 Monument historique
- Ruine eines Château
- Château du Viel Fort
- drei Wassertürme
- Soldatenfriedhof der Commonwealth War Graves Commission

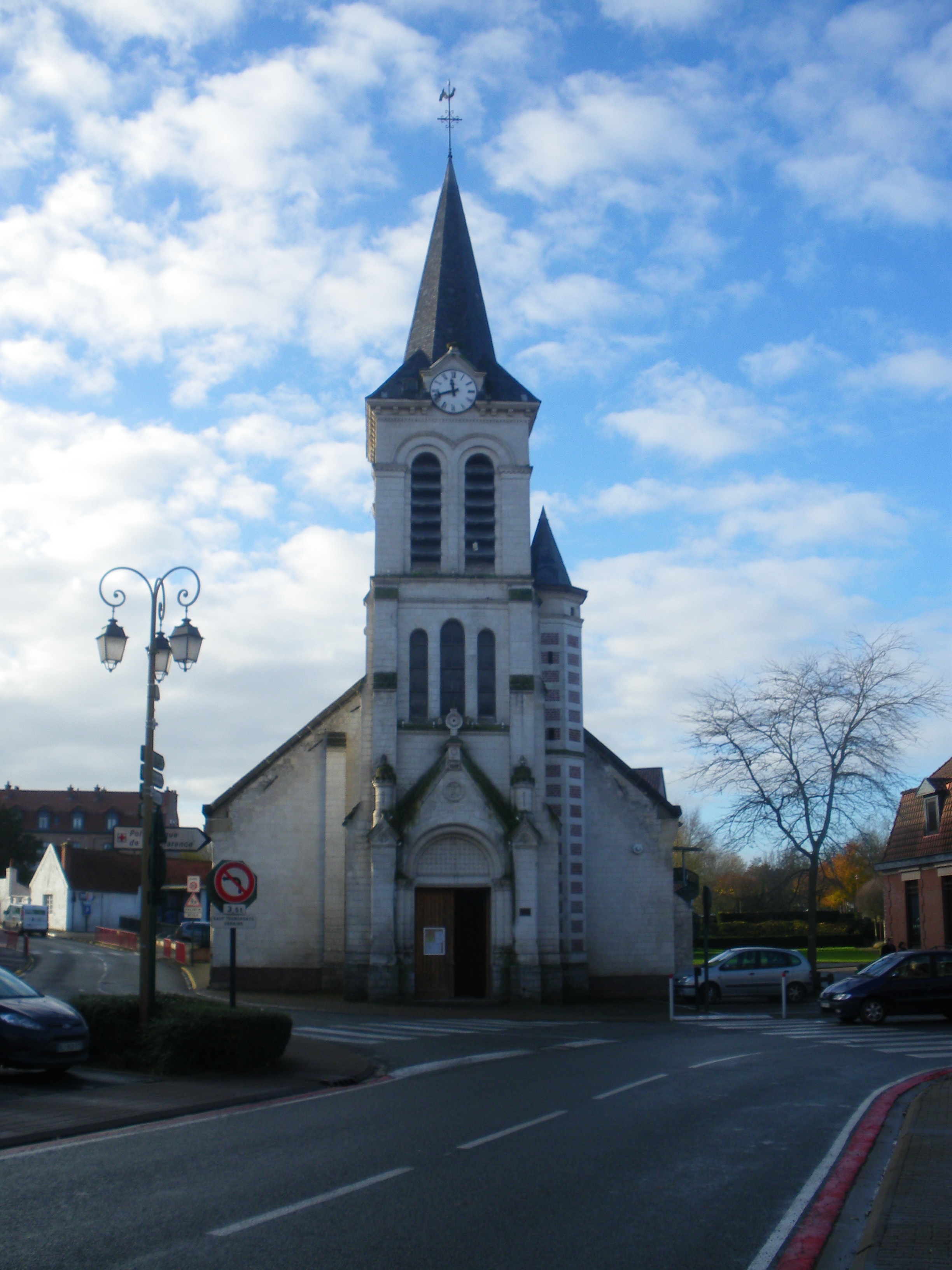
Kirche Saint-Martin
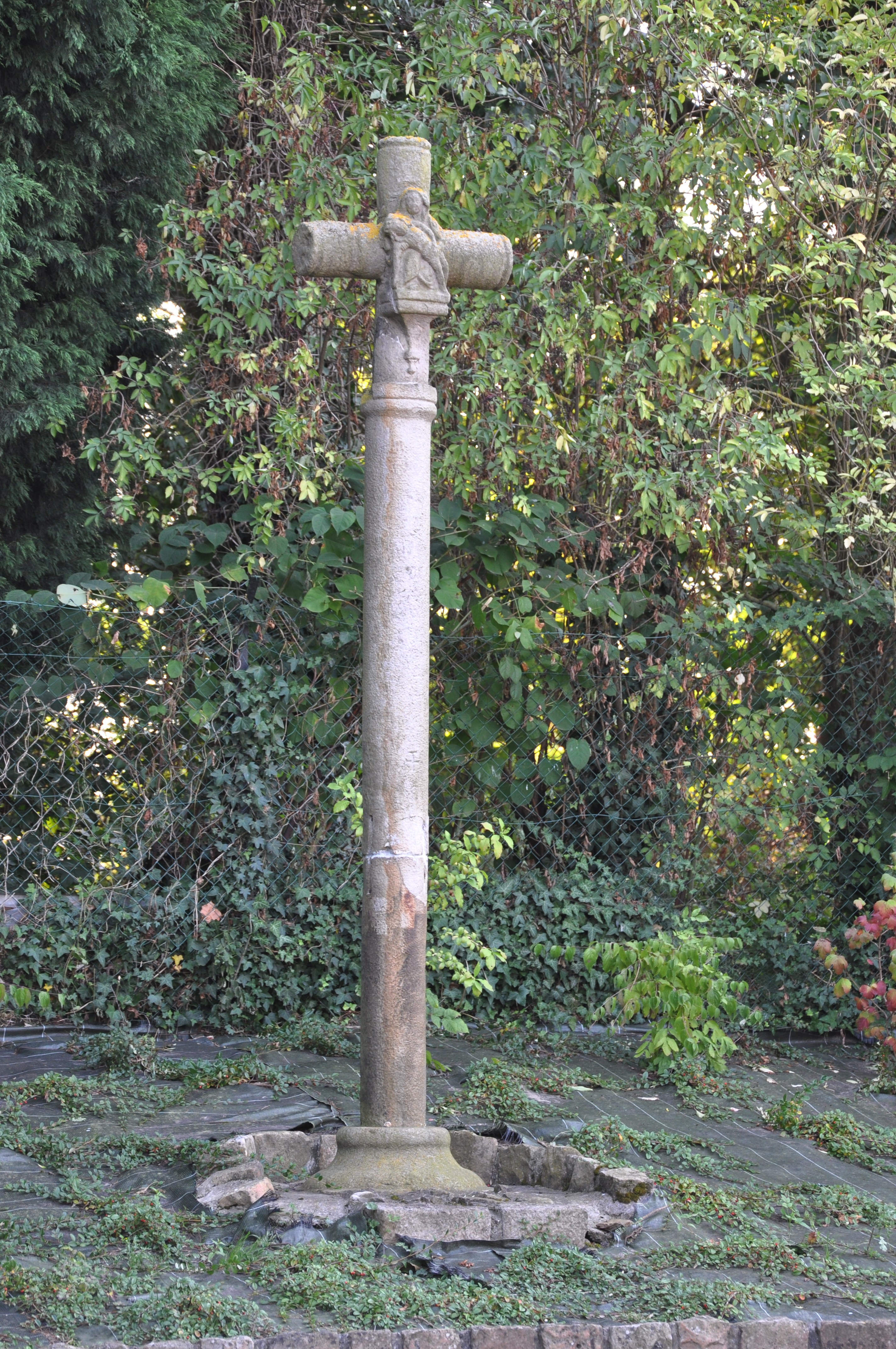
Sandsteinkreuz
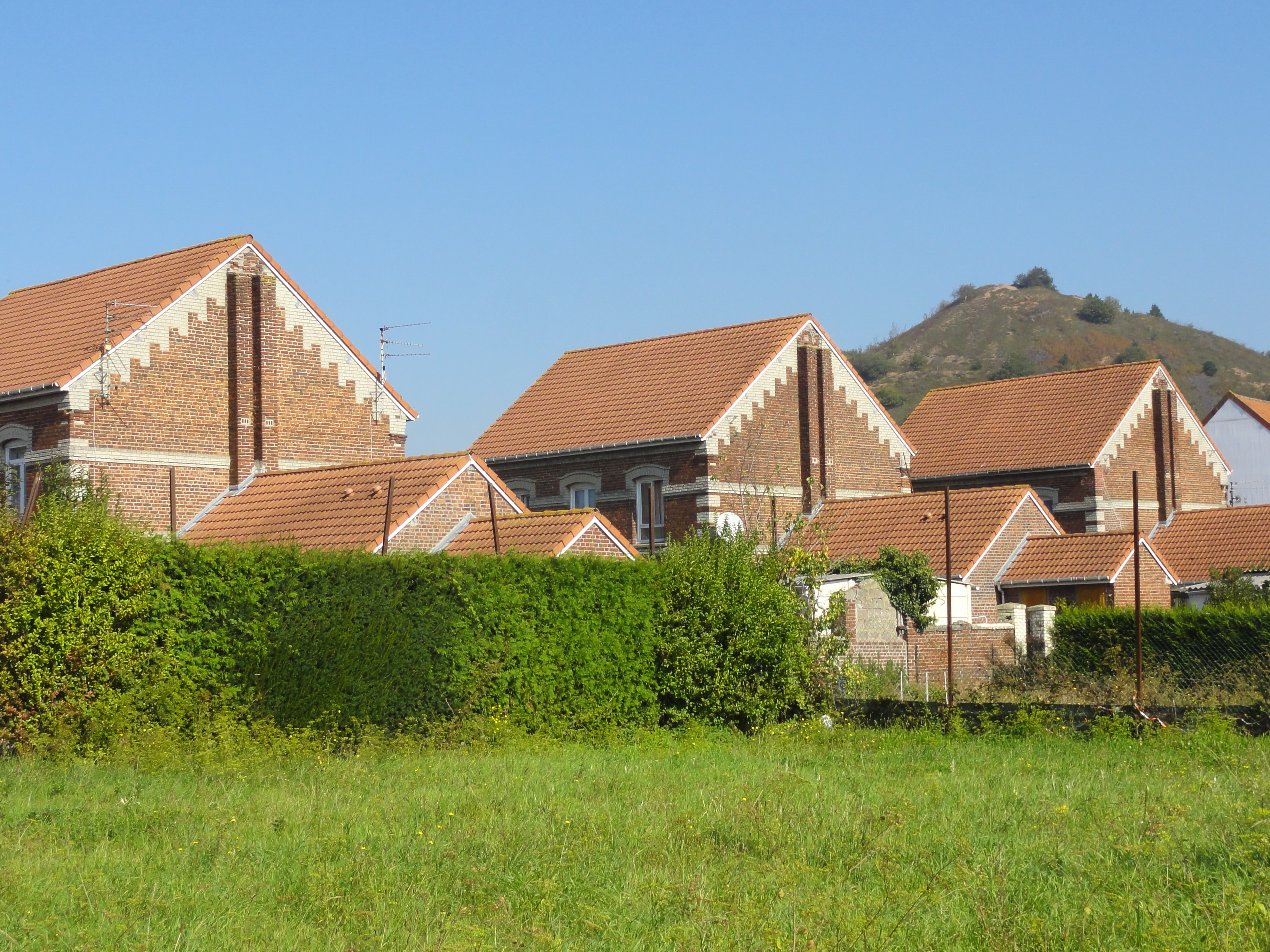
Ehemalige Bergarbeiterhäuser
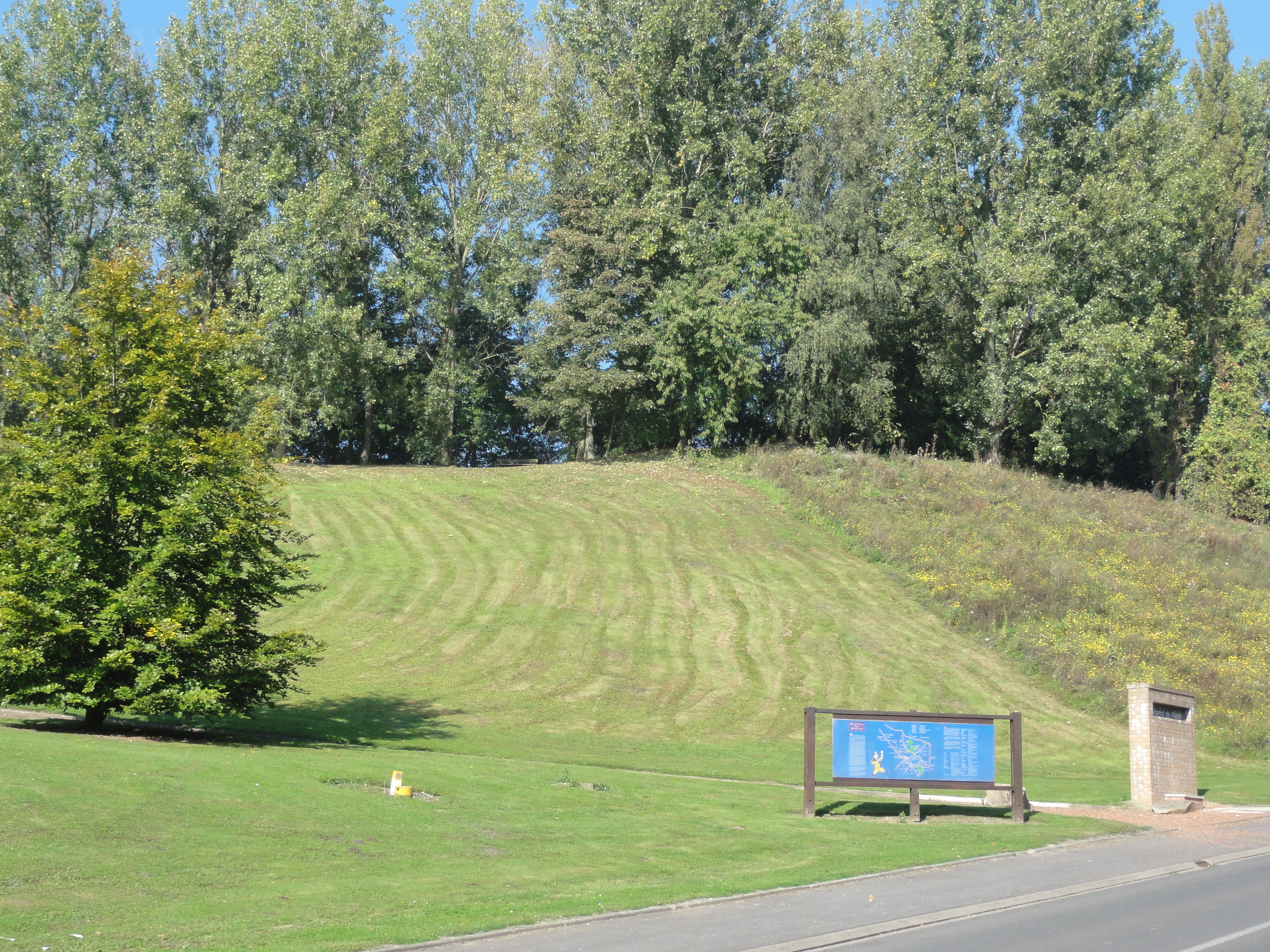
Abraumhalde

## Persönlichkeiten
- Simon Zimny (1927–2007), Fußballspieler